# Rossinyol d’escates liles
El rossinyol d'escates liles (Cantharellus amethysteus), és una espècie de bolet de l'ordre dels cantarel·lals (Cantharellales) del grup dels rossinyols vers o veritables.
És una espècie amplament distribuïda per Europa, però que no és present en localitats de l'àrea mediterrània amb eixut estival. És un bolet associat a les fagedes i rouredes continentals caracteritzat per la superfície central del barret de colors rosa a porpra i la coloració vermella que pren la cama al frec.

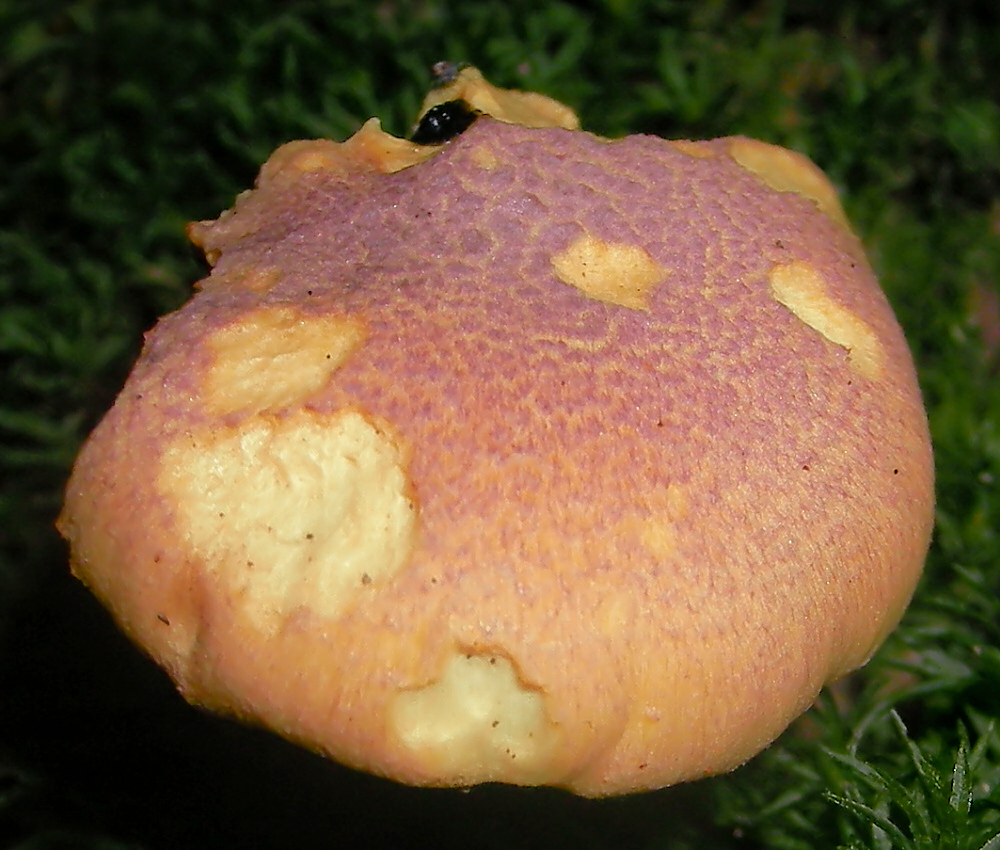
Superfície típica del barret del rossinyol d'escates liles (Cantharellus amethysteus)

## Morfologia
Bolet més aviat gran i carnós, amb barret de fins a 10 cm de diàmetre, al principi d'ocre-groc a groc ataronjat pàl·lid; superfície inicialment llisa, coberta completament, si més no al centre, per escates porpra rosades, bru violàcies en envellir; el marge vermelleja al frec 
Revers amb venes bifurcades, d'ocre taronja pàl·lid a groc ocre pàl·lid.
Cama de fins a 6 cm, de cilíndrica a aprimada cap el peu; ocre-groc pàl·lid, bru vermellosa al frec.

## Hàbitat
Rar; des de finals d'estiu a tardor, sembla preferir sòls àcids i neutres; des de l'estatge alpí al subalpí i al montà; en boscs de coníferes, planifolis i mixtes; vora pi negre, pi roig, faig, roure i castanyer; també en plantacions d'arbres exòtics, jardins i parcs (Picea abies, Pseudotsuga menziesii).

## Comentaris
Les escates del centre del barret recorden les de Tricholomopsis rutilans.

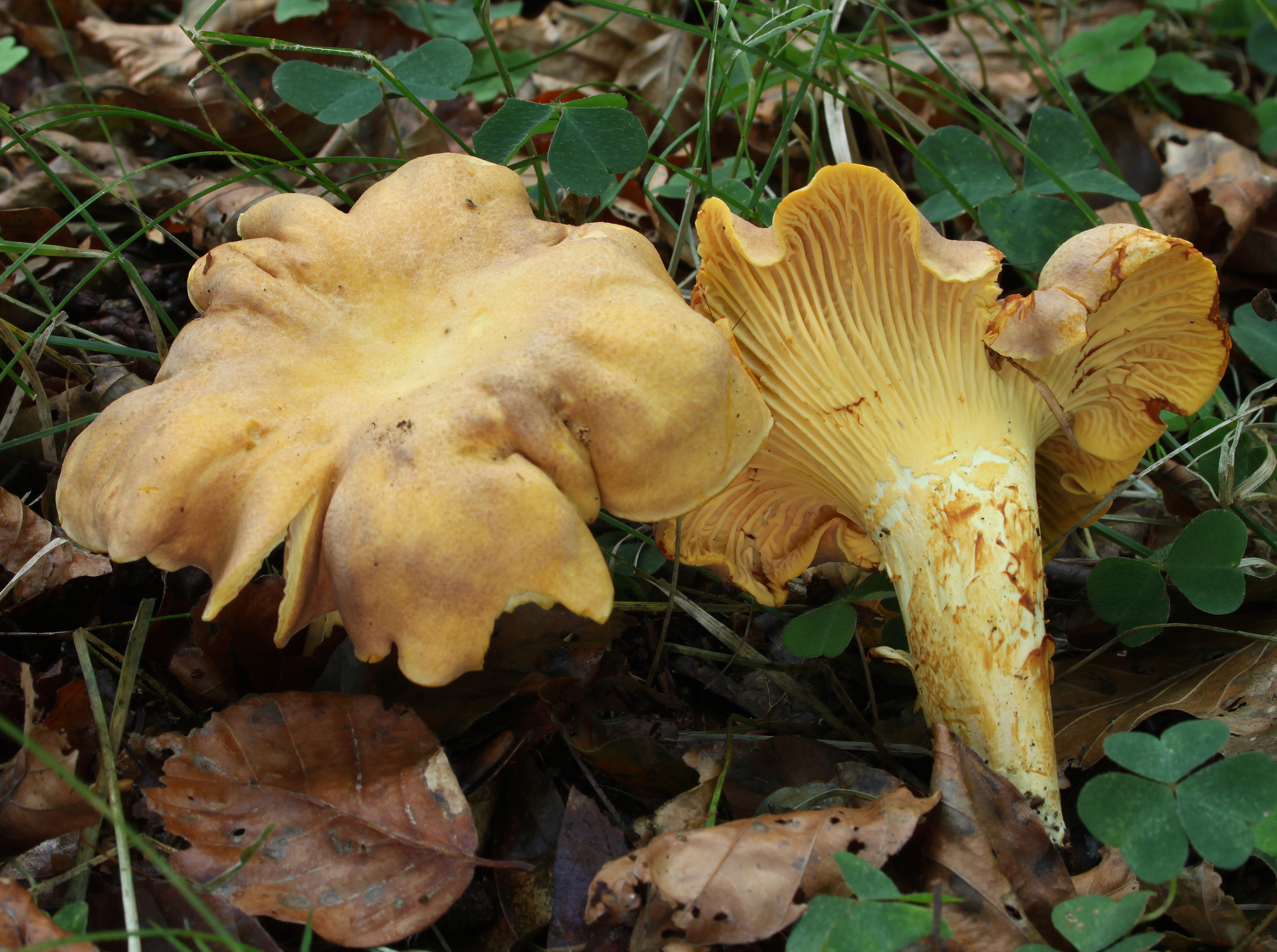
Dos exemplars de rossinyol d'escates liles (Cantharellus amethysteus), un d'ell mostrant el revers groc pur.

Comparat el revers amb el rossinyol ver (Cantharellus cibarius), el color dels plecs d'aquest darrer són groc ataronjats, mentre a C. amathysteus és groc pur.

## Comestibilitat
Comestible, considerat d'excel·lent qualitat.